# Marco Ferrante (giornalista)
Marco Ferrante (Martina Franca, 29 dicembre 1964) è un giornalista e scrittore italiano.

## Biografia
Giornalista, scrittore e dirigente televisivo, è entrato a Mediaset alla direzione generale informazione, nel marzo 2019.  Attualmente vicedirettore di Videonews.
Dal 2011 ha lavorato a La7, dove è stato nominato vicedirettore nel 2015  e in seguito responsabile del sito.
In precedenza, ha lavorato al TG5 tra 1996 e 2004.
Dal 2004 al 2008 è stato responsabile dell'area economia a Il Foglio.
Dal 2008 al 2010 è stato vicedirettore de Il Riformista. Per questi quotidiani è stato ritrattista di personaggi dell'economia.
Ha collaborato con Il Sole 24 Ore, Il Messaggero, Panorama, Vanity Fair, Io Donna, Corriere Economia.
Ha scritto e condotto Icone su Rai 5 (settembre 2010 - gennaio 2011).
Ha collaborato per quattro anni a Matrix, su Canale 5.
Per la radio, nel 2009 è stato uno dei conduttori di Tabloid, su Radiotre, una rassegna stampa delle pagine interne dei quotidiani.
Nel 1998 ha pubblicato con Fazi il romanzo Mai alle quattro e mezzo, candidato al Premio Strega nel 1999. Nell'agosto 2016 ha pubblicato con Giunti il romanzo Gin tonic a occhi chiusi  , candidato al Premio Strega nel 2017. Nel 2024 ha pubblicato con Bompiani “Ritorno in Puglia”, premio Capalbio e premio Anima 2024.
È direttore della rivista di cultura umanistica civiltà delle macchine, fondata da Leonardo Sinisgalli nel 1953.

## Vita privata
Marco Ferrante ha tre figli.

## Pubblicazioni
- Mai alle quattro e mezzo, Fazi, 1998, ISBN 8881120879.
- Casa Agnelli, Arnoldo Mondadori Editore, 2007, ISBN 9788804566731.
- Marchionne. L’uomo che comprò la Chrysler, Arnoldo Mondadori Editore, 2009, ISBN 9788804581451.
- Marchionne. Rivoluzione Fiat, Arnoldo Mondadori Editore, Oscar Bestsellers, 2011, ISBN 9788804610915.
- Gin Tonic a occhi chiusi, Giunti, 2016, ISBN 9788809833067.
- Marchionne. L'uomo dell'impossibile, Arnoldo Mondadori Editore, 2018, ISBN 9788804708230.
- Ritorno in Puglia, Bompiani, 2024, ISBN  9788830107762
- Cultura e imprese, un caso italiano – breve storia di Civiltà delle Macchine,  ISBN 978-8822923936